# Santiria trimera
Santiria trimera là một loài thực vật có hoa trong họ Burseraceae. Loài này được (Oliv.) Aubrév. miêu tả khoa học đầu tiên năm 1948.